# 호리카네 슌메이
호리카네 슌메이(일본어: 堀金 峻明, 2002년 12월 25일~)는 일본의 축구 선수이다.

## 구단 경력
그는 2024년 J2리그의 몬테디오 야마가타에 입단했다.